# Waltersberg bei Rengshausen
Waltersberg bei Rengshausen este o arie protejată (arie specială de conservare — SAC, sit de importanță comunitară — SCI) din Germania întinsă pe o suprafață de 13,34 ha, integral pe uscat.

## Localizare
Centrul sitului Waltersberg bei Rengshausen este situat la coordonatele 51°00′41″N 9°32′39″E / 51.0114°N 9.5442°E.

## Înființare
Situl Waltersberg bei Rengshausen a fost declarat sit de importanță comunitară în noiembrie 2004 pentru a proteja un număr necunoscut de specii din flora spontană și fauna sălbatică aflate în arealul zonei. Situl a fost protejat și ca arie specială de conservare în martie 2008.

## Biodiversitate
Situată în ecoregiunea continentală, aria protejată conține 2 habitate naturale: Pajiști uscate europene, Păduri de fag Luzulo-Fagetum.
La baza desemnării sitului se află un număr nedeclarat de specii protejate.
Pe lângă speciile protejate, pe teritoriul sitului au mai fost identificate 3 specii de plante, 3 specii de nevertebrate.